# Цькування ведмедя

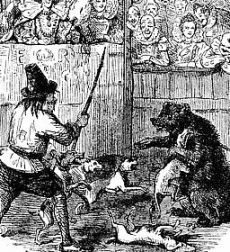
Цькування ведмедя на англійській гравюрі XVII століття

Цькування ведмедя, беар-бейтінг (англ. Bear-baiting) — кривава забава за участю ведмедів і спеціально навчених псів.

## Англія
Даний вид кривавої розваги був популярний в Англії до середини XIX століття. Починаючи з XVI століття на спеціальних аренах загинула величезна кількість ведмедів. Типова арена для цькування ведмедя становило собою круглу площадку, обгороджену високим парканом, так звана «ведмежа яма» bear pit На узвишші навколо майданчика розміщувалися місця для глядачів. Все разом це називалося «ведмежим садом» bear-garden В землю був вкопаний стовп, до якого ланцюгом приковували ведмедя, за лапу або за шию. На нього спускали спеціально натренованих собак. У міру того як собаки гинули, отримували каліцтва або просто видихалися від битви з ведмедем, їх замінювали свіжими. Іноді ведмедя могли спустити з ланцюга, або він міг з нього зірватися і ганятися за тваринами і людьми. Відомі випадки, коли ведмедя попередньо засліплювали.
Довгий час головним «ведмежим садом» Лондона був Періс-Гарден в районі Саутворк .

### Історія

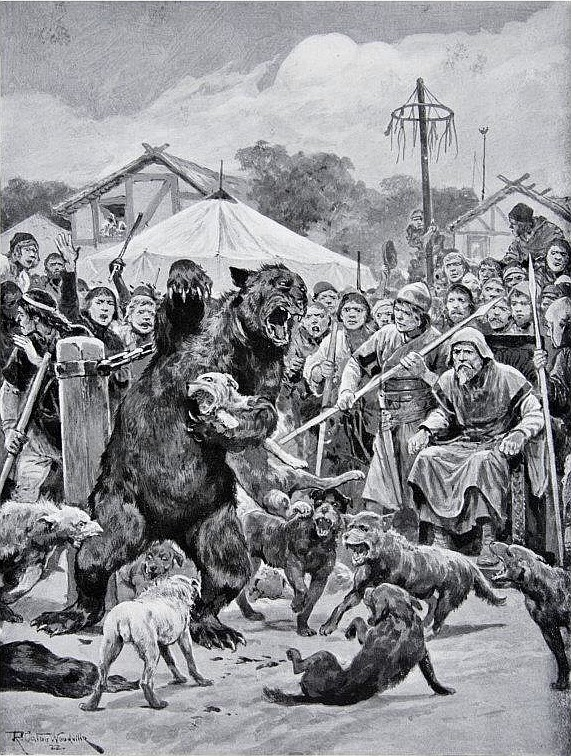
Цькування ведмедя за часів саксів. Річард Кейтон Вудвілл

Ймовірно британці запозичили традицію влаштовувати цькування тварин від римлян. За однією з версій римляни самі завезли цькування ведмедя й інші подібні розваги в той час, коли більша частина Британії перебувала під їх управлінням (55 р. до н. е. — 350 р. н.е.). З іншого боку, за наявними в розпорядженні дослідників літописів можна зробити висновок, що ведмежі бої, за прикладом римлян, став влаштовувати англосаксонський король Едуард Сповідник.
Генріх VIII був великим любителем розваг і у своїй резиденції Уайтхолл влаштував «ведмежий рів». Уже після його смерті англійський поет Роберт Кроулі присвятив цькуванню ведмедя наступні піднесені рядки, одним з перших згадавши про «ведмежий сад» в Періс-Гардені: 

Про ведмежі бої. 

Що за божевілля заводити в себе незважаючи на ризик, 

Величезного мастифа і дикого потворного ведмедя, 

І все тільки для того, щоб бачити, як вони поб'ються, 

Розриваючи один одного, що за огидне видовище. 

І все ж, думаю, дурніших подібних людей не знайти, 

Грошей у них майже не має, 

Але що неділі вони обов'язково витратять 

Один або два пенні, щоб в такий спосіб спробувати виправити свої справи. 

В Періс-Гарден в будь-якої неділі напевне 

Вам попадутся дві або три сотні їх в полі, де відбувається ведмеже цькування

Оригінальний текст (англ.)
Of Bearbaytynge. 
at follye is thys, to kepe wyth daunger, 

A greate mastyfe dogge and a foule ouglye beare; 

And to thys onelye ende, to se them two fyght, 

Wyth terrible tearynge, a full ouglye syght. 

And yet me thynke those men be mooste foles of all, 

Whose store of money is but verye smale, 

And yet euerye Sondaye they will surelye spende 

One penye or two, the bearwardes lyuyng to mende. 

At Paryse Garden eche Sundaye, a man shall not fayle 

To fynde two or three hundredes, for the bearwardes vaile 

Донька Генріха VIII Єлизаветі I теж не була проти розваг; вона влаштовувала їх у великій кількості. Коли Парламент ухвалив рішення про заборону цькування по неділях, вона це рішення скасувала.
Цькування ведмедів була вельми дорогою розвагою, в порівнянні з іншими видами кривавих змагань. Видовище користувалося високим покровительством в Лондоні, хоча широко проводилося і по всій країні. Королівський двір влаштовував вистави з ведмедями, як для високих іноземних гостей, так і, іноді, для простого люду.
Фаворит Єлизавети I сер Волтер Рейлі стверджував, що як пам'ятка Лондона «ведмежий сад» не поступається за важливістю Вестмінстерського абатства і в обов'язковому порядку має демонструватися іноземцям.

Зберігся лист якогось Роберта Лейнема Robert Laneham що описує уявлення, дане Робертом Дадлі, графом Лестер в Замку Кенілворт в 1575 році : 

Четвер, 14 липня, шостий день перебування Її Величності, величезний вибір мастифів на прив'язі у зовнішньому дворі та тринадцять ведмедів у внутрішньому… Так, сер, ведмедів завели у внутрішній двір, собак приставили до них, носа до носа. Потім ретельно переконалися, чи не має одна зі сторін явної переваги, щоб не довелося стримувати іншу. Мені це важко судити. І ведмеді, і собаки дуже сильні, і багато що вирішує бійцівська пристрасть. Якщо пес у захисті вчепиться ведмедеві в горло, у того залишається можливість здерти з нього шкіру пазурами.

Оригінальний текст (англ.)
Thursday, the fourteenth of July, and the sixth day of her Majesty’s coming, a great sort of bandogs [mastiff] were then tied in the outer court and thirteen bears in the inner…
Well, sir, the bears were brought forth into the court, the dogs set to them, to argue the points even face to face. They had learned counsel also on both parts, what may they be counted partial that are retained but to one side? I know not. Very fierce, both one and the other, and eager in argument. If the dog in pleading would pluck the bear by the throat, the bear with traverse would claw him again by the scalp, confess and a list, but avoid it could not that was bound to the bar, and his counsel told him that it could be to him no policy in pleading. 

 Therefore, with fending & proving, with plucking and tugging, scratching and biting, by plain tooth and nail on one side and the other, such expense of blood and leather [skin] was there between them, as a months licking (I think) will not recover, and yet remain as far out as ever they were. 

 It was a sport very pleasant, of these beasts, to see the bear with his pink eyes leering after his enemies approach, the nimbleness and wayt [wait] of the dog to take his advantage, and the force and experience of the bear again to avoid the assaults. If he were bitten in one place, how he would pinch in another to get free, that if he were taken once, then what shift, with biting, with clawing, with roaring, tossing and tumbling, he would work to wind himself free from them. And when he was loose, to shake his ears twice or thrice with the blood and the slather about his physiognomy, was a matter of goodly relief.

Крім ведмедів в Англії цькували найрізноманітніших тварин, але особливо часто биків (буль-бейтінг). У 1623 році іспанському послу була продемонстровано цькування в Періс-Гарден: 
 Продемонстрували всі можливі види цькування на бика, коня і ведмедя, а також на ослів і мавп. А потім влаштували бій білого ведмедя з собаками в водах Темзи, що, безсумнівно є видовищем неперевершеним. 
 Безуспішні спроби припинити криваве видовище робилися ще в XVI столітті пуританами. 12 січня 1583 року під час обвалення арени в Періс-Гардені загинули глядачі, і пуритани побачили у цій події гнів Бога, проте не за жорстокість по відношенню до тварин, а за те, що розвага проводилося по неділях.

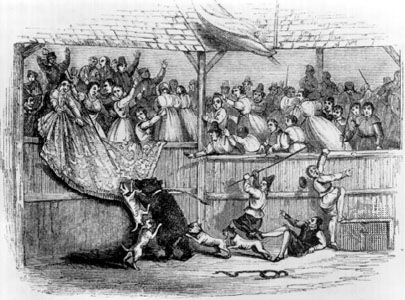
Цькування ведмедя в XVII столітті.

До кінця XVII століття все більше число освічених громадян виступало за припинення насильства, але цькування все ще залишається популярним і престижним видом розваг. Змагання були припинені під час Великої епідемії чуми (1665—1666), але незабаром були відновлені. Так, 3 березня 1682 року свідками загибелі кількох собак в «ведмежому саду» стали посол Марокко і герцог Альбермальскій. Після Славної революції (1688) розвага позбулась підтримки двору, і популярність Періс-Гарден пішла на спад. Однак любов народу до цькування була дуже сильна, і незабаром центром видовищ став новий «ведмежий сад» в Хоклі-ін-зе-Хоул, одному з районів Клеркенуелл.
До кінця наступного, XVIII століття розвага вийшла з моди, перестала бути привілеєм королівських осіб та аристократії і повністю перейшла на потребу простолюдинів. Остаточно питання було вирішене в 1835 році, коли цькування ведмедя було заборонене парламентом «Законом про жорстоке поводження з тваринами» (англ. Cruelty to Animals Act 1835). Незважаючи на це, ведмежі цькування продовжували проводитися нелегально ще досить тривалий час по всій Британській Імперії. Останнє відоме цькування було проведено в маленькому містечку Ноттінглі.

### Популярність у середньовічній Англії
За популярністю конкуренцію ведмежому цькуванню в пізньому середньовіччі могло скласти тільки цькуванню биків (буль-бейтінг).
Деякі ведмеді, чиї виступи припали на пік популярності видовища, стали справжніми «зірками» рингу. Так, за часів правління Якова I ведмідь по кличці Джордж Стоун після свого першого ж бою прославився «від краю до краю землі». Вільям Шекспір в комедії « Віндзорські насмішниці» (1602) згадував ведмедя на прізвисько Секерсон, який імовірно існував насправді.
При Якові II (1685—1688) відзначився ще один ведмідь, Юний Черниш, що належав ірландцеві О'Саллівану. За один день він вийшов переможцем з 22 сутичок з кращими собаками країни за схемою «один на один» і «один проти двох». Правда, виступав він завжди в «протекторах» (залізний ошийник і намордник), які його захищали. Зрештою, Юний Черниш загинув у сутичці з трьома собаками, що проводилася без захисних протекторів.
Про популярність цькування ведмедя свідчить той факт, що багато пастирів залучали прихожан під склепіння церков за допомогою цькування ведмедів. Відома історія, нібито що відбулася в 1612 році в Конглтон. Згідно з чутками, настоятель продав церковну Біблію, щоб купити бойового ведмедя. Швидше за все, справа була в іншому: ведмежому піклувалнику потрібні були гроші на купівлю ведмедя для свята, і він звернувся до міської ради, яка постановила виділити кошти, відкладені на купівлю нової Біблії. Схожа історія трапилася і в селищі Кліфтон, в двох милях від Регбі . Хоч би якими були реальні обставини цих випадків, вони показують, наскільки важливе місце займали ведмежі бої в житті англійців того часу.

## Пакистан
В даний час цькування ведмедів проводяться в двох провінціях Пакистану — Синдхе і Пенджабі, незважаючи на те, що вони були заборонені не пізніше 2005 року. Видовища влаштовують переважно місцеві землевласники, використовуючи належних їм бійцівських собак; як правило, вимесків, схожих на пітбуль-тер'єрів.
Медведя прив'язують на мотузці довжиною 2-5 метрів в центрі арени. Часто йому попередньо видаляють ікла, а іноді і спилюють кігті, щоб зменшити перевагу перед собаками. Кожен бій триває близько трьох хвилин, але зазвичай одному ведмедю належить провести кілька сутичок за день. Собакам, повалившій ведмедя на землю, присуджується перемога.
Ведмедів, гімалайських і бурих, для нелегальних боїв, як правило, постачають браконьєри. Статус гімалайського ведмедя в Червоній книзі Всесвітнього союзу охорони природи позначений як «вразливий». Вилов ведмежат заборонений в трьох з чотирьох провінцій Пакистану: в Синдхе з 1972 року, в Пенджабі (з 1974) і в Північно-західній прикордонній (з 1975).
Цькування ведмедя заборонене на всій території Пакистану ще з 1890-го року (в складі Британської імперії). Природоохоронні відомства Пакистану в співпраці з активістами на захист природи докладають зусиль для викорінення цькування ведмедів на території країни, і досягли деяких успіхів.
Бої тварин суперечать Корану. Захисники природи переконують імамів мечетей в тих районах, де проходять цькування, включати звернення проти насильства і жорстокості до тварин в п'ятничні намази.
Зоологічний парк Кунда на північному заході країни відкрито в 2001 році Всесвітнім товариством захисту тварин (WSPA). У ньому містяться ведмеді, конфісковані у браконьєрів і населення, тварин адаптують до повернення в дику середу.

## США
Термін «Беар-бейтінг» іноді використовують не для позначення кривавого спорту. Так називають один із способів полювання на ведмедя, заборонений в деяких американських штатах. Ведмедя підгодовують м'ясом або солодощами, кожен день в строго визначений час залишаючи приманку в одному і тому ж місці. Коли мисливець переконується, що ведмідь щодня з'являється біля приманки, він влаштовує засідку і вбиває його. Захисники тварин повідомляють, що цькування ведмедя заборонений в 18 з 27 штатів, де дозволено полювання на ведмедів. Закон поки не прийнятий на Алясці, а також в штатах Айдахо, Мен, Мічиган, Міннесота, Нью-Гемпшир, Юта, Вісконсін і Вайомінг . Наприклад, в штаті Вісконсін в 2002 році мисливці добули 2415 ведмедів, з яких 1720 стали жертвами цькування ведмедя. У штаті Мен в 2001 році вбито 3903 ведмедя, видобуток бейтерів склав 3173 ведмедя.